# N2 (Luxemburg)
De N2 (Luxemburgs: Nationalstrooss 2) is een provinciale weg in Luxemburg en verbindt de stad Luxemburg met de Duitse grens bij Remich waar het over gaat in de B406. De route is ruim 22 kilometer lang. In het centrum van Luxemburg is de N2 tussen het kruispunt met de N4 N7 N50 en met het kruispunt van de N3 ingesteld als eenrichtingsverkeersweg. Verkeer richting het noorden maakt gebruik van een ongenummerd stukje weg.
In het verleden maakte de E29 gebruik van de gehele N2. Sinds het gereedkomen van de A13 in het zuiden van het land, maakt de E29 helemaal geen gebruik meer van de N2.

## N2a
De N2a is een ongeveer 700 meter lange route die de N2 en A1 E44 met de N1a verbindt.
N1 ·
N2 ·
N3 ·
N4 ·
N5 ·
N6 ·
N7 ·
N8 ·
N10 ·
N11 ·
N12 ·
N13 ·
N14 ·
N15 ·
N16 ·
N17 ·
N18 ·
N19 ·
N20 ·
N21 ·
N22 ·
N23 ·
N24 ·
N25 ·
N26 ·
N27 ·
N28 ·
N31 ·
N32 ·
N33 ·
N34 ·
N35 ·
N37 ·
N38
N50 ·
N51 ·
N52 ·
N53 ·
N55 ·
N56 ·
N57